# Челленджер 1
FV4030/4 Challenger (рус. "бросающий вызов") — британский основной боевой танк 1980-х годов.
Танк разработан фирмой Vickers Defence Systems во второй половине 1970-х годов на основе «Шир-2», экспортного варианта танка Чифтен. Серийно производился с 1983 года по 1990 год. Всего было выпущено 426 боевых машин.
На 1990 год стоимость составляла 2,5 млн фунтов стерлингов.
К концу 1990-х годов был заменён в британской армии танками Челленджер 2, а снятые с вооружения машины были проданы Иордании. На сравнительных стрельбах с участием Абрамс и Леопард танк показал в среднем низкую эффективность. После чего Британия прекратила участие в подобных мероприятиях..

## Конструкция
Внешний вид танка Challenger 1 был разработан ещё в конце 60-х годов. Этот дизайн объединяет функциональность, эргономику и современные технические решения, делая его узнаваемым символом бронетехники, сочетая в себе элегантность формы и выдающиеся боевые характеристики.
Наиболее передовым аспектом конструкции танка Челленджер 1 являлась его комбинированная многослойная броня «Чобхэм», которая по бронестойкости превосходила любую монолитную катанную стальную броню, в то время стандартную для западного танкостроения. Передняя часть башни, её борта (за исключением кормы), а также верхняя лобовая деталь содержат блоки брони «Чобхэм».
Для лобовой проекции уровень стойкости к снарядам бронебойного действия (APFSDS) оценивается эквивалентом 500 мм (по стали). Толщина стального бронелиста передней части корпуса, вероятно НЛД, составляет 70 мм.
Моторно-трансмиссионная установка выполнена в виде единого блока и расположена продольно оси танка. Масса блока 5,49 т, для его замены в полевых условиях требуется 45 минут. В качестве основного двигателя используется 12-цилиндровый V-образный четырёхтактный дизель с турбонаддувом V-1200 «Кондор» мощностью 1200 л. с. фирмы Перкинс. Слева установлен вспомогательный дизель Н30 фирмы Ковентри Клаймекс мощностью 37 л. с. (для привода электрогенератора, запуска основного дизеля, подзарядки и прогрева аккумуляторных батарей). Оба двигателя имеют общую жидкостную систему охлаждения, обеспечивающую надежную работу моторов при температуре окружающего воздуха +52°С. что не редкость в условиях пустынь.
| Элемент бронирования                         | Лоб башни     | Верхний лоб корпуса | Нижний лоб корпуса                        |
| -------------------------------------------- | ------------- | ------------------- | ----------------------------------------- |
| при действии снарядов кинетического действия | 590 — 620 мм  | 550 — 600 мм        | 450 мм (предположительно 70 мм/45° стали) |
| при действии кумулятивных боеприпасов        | 970 — 1120 мм | 800 мм              | 450 мм                                    |

## Боевое применение
Танки этого типа успешно использовались британскими войсками во время Войны в Персидском заливе в составе 1-й бронетанковой дивизии. Танки оказались малопригодными к боевым действиям в условиях пустыни. До начала развертывания войны в Персидском заливе только 22 процента парка машин Challenger 1 были боеготовыми из-за перебоев и отсутствия запасных частей. Боевых потерь не имели (возможно 1 машина). В боях «Челленджерами» было уничтожено около 300 иракских танков. Зафиксирован случай уничтожения «Челленджером» иракского танка Т-55 на рекордной дистанции 3,17 миль (более 5 километров). Также зафиксированы случаи огня по своей же бронетехнике, так в ходе инцидентов «дружественного огня» танками «Челленджер» были поражены 1 свой FV-510 Warrior и 2 своих FV-103 Spartan).

## На вооружении
- Челленджер 1 в Танковом музее в Лагере Бовингтон.
- Challenger 1 1-го Её Величества драгунского гвардейского полка с отличительными знаками IFOR во время операции в Боснии. Фото 1 января 1996 года.

### Современные операторы
- Иордания: 390 танков по состоянию на 2018 год[15]. Используются под обозначением Al-Hussein.

### Бывшие операторы
- Великобритания — было поставлено 426 танков[1]. Сняты с вооружения.

### Служба
В 1990 году в британской армии находилось 426 танков Челленджер 1, из них на хранении и в качестве учебных машин было 69 единиц. Танки Челленджер 1 состояли на вооружении следующих формирований:
- 2-й королевский танковый полк: 57 Челленджер 1 по состоянию на июль 1989 года.[16]
- 3-й королевский танковый полк: 57 Челленджер 1 по состоянию на июль 1989 года.[16]
- 14-й/20-й Его Величества гусарский полк: 57 Челленджер 1 по состоянию на июль 1989 года.[16]
- 17-й/21-й уланский полк: 57 Челленджер 1 по состоянию на июль 1989 года.[16]
- Её Величества королевский ирландский гусарский полк: 57 Челленджер 1 по состоянию на 1991 год.[17]
- Королевские и синие (королевский конный гвардейский полк/1-й драгунский): 43 Челленджер 1 по состоянию на июль 1989 года.[16]
- Королевский шотландский драгунский гвардейский полк: 57 Челленджер 1 по состоянию на июль 1989 года.[16]

## Стендовый моделизм
Сборные пластиковые модели-копии танка Челленджер различных модификаций в масштабе 1:35 выпускаются фирмами Тамия (Япония) в двух модификациях — пустынный вариант и вариант для Европы.
Сборные модели в масштабе 1:72 выпускаются компанией Revell (Германия) с вариантами машин под учения 1988 года Iron Hammer, а также под операцию в Боснии и Герцеговине (IFOR)

### Игровая индустрия
Challenger 1 представлен в игре Armored Warfare в виде ОБТ 7 уровня.
Challenger 1 представлен в игре War Thunder, располагаясь на 7 ранге в ветке исследований.
Танк FV4030/4 появился в Ground War Tanks в качестве главного приза получаемого в золотом запасе.
Представлен в мобильном танковом симуляторе на Android «Wild Tanks» в качестве двух версий: Челленджер 2 СТ 10 уровня, Челленджер ТТ 9 уровня танков Западного блока.
Challenger 1 представлен в игре Wargame (все 3 части) в виде ОБТ войск НАТО
Танк Челленджер 1 и Челленджер 2 представлены в многопользовательском, танковом, аркадном шутере Tanktastic, выпущенном для платформ Android и IOS